# Campeonato Europeo de Lucha de 2022
El LXXIII Campeonato Europeo de Lucha se celebró en Budapest (Hungría) entre el 28 de marzo y el 3 de abril de 2022 bajo la organización de United World Wrestling (UWW) y la Federación Húngara de Lucha.
Las competiciones se realizaron en el Centro Deportivo BOK de la capital húngara. 
Los luchadores de Rusia y Bielorrusia fueron excluidos de este campeonato debido a la invasión rusa de Ucrania.

## Medallistas

### Lucha grecorromana masculina
| Evento         | Oro                         | Plata                       | Bronce                                                |
| -------------- | --------------------------- | --------------------------- | ----------------------------------------------------- |
| 55 kg (02.04)  | Eldəniz Əzizli Azerbaiyán   | Nugzar Tsurtsumia Georgia   | Rudik Mkrtchian Armenia Emre Mutlu Turquía            |
| 60 kg (03.04)  | Kerem Kamal Turquía         | Edmond Nazarian Bulgaria    | Murad Məmmədov Azerbaiyán Guevorg Garibian Armenia    |
| 63 kg (02.04)  | Leri Abuladze Georgia       | Taleh Məmmədov Azerbaiyán   | Olexandr Hrushyn · Ucrania · Ahmet Uyar · Turquía     |
| 67 kg (03.04)  | Murat Fırat Turquía         | István Váncza · Hungría     | Slavik Galstian Armenia Həsrət Cəfərov Azerbaiyán     |
| 72 kg (02.04)  | Róbert Fritsch · Hungría    | Shmagui Bolkvadze Georgia   | Ülvi Qənizadə Azerbaiyán Ali Arsalan Serbia           |
| 77 kg (02.04)  | Maljas Amoyan Armenia       | Yunus Başar Turquía         | Sənan Süleymanov Azerbaiyán Aik Mnatsakanian Bulgaria |
| 82 kg (03.04)  | Rafiq Hüseynov Azerbaiyán   | Guela Bolkvadze Georgia     | Tamás Lévai · Hungría · Burhan Akbudak · Turquía      |
| 87 kg (02.04)  | Turpal Bisultanov Dinamarca | Nicu Ojog · Rumania         | İslam Abbasov Azerbaiyán Robert Kobliashvili Georgia  |
| 97 kg (03.04)  | Kiril Milov Bulgaria        | Arvi Savolainen · Finlandia | Daniel Gastl · Austria · Vladlen Kozliuk · Ucrania    |
| 130 kg (02.04) | Rıza Kayaalp Turquía        | Danila Sotnikov · Italia    | Konsta Mäenpää · Finlandia · Dáriusz Vitek · Hungría  |

### Lucha libre masculina
| Evento         | Oro                                 | Plata                         | Bronce                                                         |
| -------------- | ----------------------------------- | ----------------------------- | -------------------------------------------------------------- |
| 57 kg (29.03)  | Vladimir Egorov Macedonia del Norte | Əliabbas Rzazadə Azerbaiyán   | Manvel Jndzrtsian Armenia Beka Budzhiashvili Georgia           |
| 61 kg (30.03)  | Arsen Harutiunian Armenia           | Süleyman Atlı Turquía         | Eduard Grigorjew · Polonia · Gueorgui Vanguelov · Bulgaria     |
| 65 kg (29.03)  | Iszmail Muszukajev · Hungría        | Hacı Əliyev Azerbaiyán        | Münir Aktaş · Turquía · Islam Dudayev · Albania                |
| 70 kg (29.03)  | Zurab Iakobishvili Georgia          | Arman Andreasian Armenia      | Ramazan Ramazanov Bulgaria Nicolai Grahmez Moldavia            |
| 74 kg (30.03)  | Tajmuraz Salkazanov · Eslovaquia    | Frank Chamizo · Italia        | Turan Bayramov Azerbaiyán Guiorgui Sulava Georgia              |
| 79 kg (29.03)  | Yeoryos Kuyumtsidis · Grecia        | Əşrəf Aşırov Azerbaiyán       | Vladimer Gamkrelidze Georgia Muhammet Akdeniz Turquía          |
| 86 kg (30.03)  | Myles Amine San Marino              | Abubakr Abakarov Azerbaiyán   | Osman Göçen · Turquía · Sebastian Jezierzański · Polonia       |
| 92 kg (30.03)  | Feyzullah Aktürk Turquía            | Ajmed Bataev Bulgaria         | Osman Nurməhəmmədov Azerbaiyán Mirian Maisuradze Georgia       |
| 97 kg (29.03)  | Maqomedxan Maqomedov Azerbaiyán     | Vladislav Baitsayev · Hungría | Batyrbek Tsakulov · Eslovaquia · Zbigniew Baranowski · Polonia |
| 125 kg (30.03) | Taha Akgül Turquía                  | Gueno Petriashvili Georgia    | Robert Baran · Polonia · Dániel Ligeti · Hungría               |

### Lucha libre femenina
| Evento        | Oro                        | Plata                        | Bronce                                                  |
| ------------- | -------------------------- | ---------------------------- | ------------------------------------------------------- |
| 50 kg (31.03) | Evin Demirhan Turquía      | Miglena Selishka Bulgaria    | Emilia Vuc · Rumania · Anna Łukasiak · Polonia          |
| 53 kg (01.04) | Emma Malmgren · Suecia     | María Prevolaraki · Grecia   | Iulia Leorda · Moldavia · Katarzyna Krawczyk · Polonia  |
| 55 kg (31.03) | Andreea Ana · Rumania      | Olexandra Jomenets · Ucrania | Bediha Gün Turquía Mariana Drăguțan Moldavia            |
| 57 kg (01.04) | Alina Hrushyna · Ucrania   | Evelina Nikolova Bulgaria    | Tamara Dollák · Hungría · Sandra Paruszewski · Alemania |
| 59 kg (31.03) | Anastasia Nichita Moldavia | Jowita Wrzesień · Polonia    | Elena Brugger · Alemania · —                            |
| 62 kg (01.04) | Taibe Yusein Bulgaria      | Luisa Niemesch · Alemania    | Ilona Prokopevniuk · Ucrania · Natalia Kubaty · Polonia |
| 65 kg (01.04) | Tetiana Rizhko · Ucrania   | Elis Manolova Azerbaiyán     | Kriszta Incze · Rumania · —                             |
| 68 kg (31.03) | Irina Rîngaci Moldavia     | Pauline Lecarpentier Francia | Ala Belinska · Ucrania · Natalia Strzałka · Polonia     |
| 72 kg (01.04) | Anna Schell · Alemania     | Buse Tosun Turquía           | Kendra Dacher Francia Yuliana Yaneva Bulgaria           |
| 76 kg (31.03) | Yasemin Adar Turquía       | Epp Mäe Estonia              | Enrica Rinaldi · Italia · Bernadett Nagy · Hungría      |

## Medallero
| Núm. | País                | Oro | Plata | Bronce | Total |
| ---- | ------------------- | --- | ----- | ------ | ----- |
| 1    | Turquía             | 7   | 3     | 7      | 17    |
| 2    | Azerbaiyán          | 3   | 6     | 7      | 16    |
| 3    | Georgia             | 2   | 4     | 5      | 11    |
| 4    | Bulgaria            | 2   | 4     | 4      | 10    |
| 5    | Hungría             | 2   | 2     | 5      | 9     |
| 6    | Armenia             | 2   | 1     | 4      | 7     |
| 6    | Ucrania             | 2   | 1     | 4      | 7     |
| 8    | Moldavia            | 2   | 0     | 3      | 5     |
| 9    | Alemania            | 1   | 1     | 2      | 4     |
| 9    | Rumania             | 1   | 1     | 2      | 4     |
| 11   | Grecia              | 1   | 1     | 0      | 2     |
| 12   | Eslovaquia          | 1   | 0     | 1      | 2     |
| 13   | Dinamarca           | 1   | 0     | 0      | 1     |
| 13   | Macedonia del Norte | 1   | 0     | 0      | 1     |
| 13   | San Marino          | 1   | 0     | 0      | 1     |
| 13   | Suecia              | 1   | 0     | 0      | 1     |
| 17   | Italia              | 0   | 2     | 1      | 3     |
| 18   | Polonia             | 0   | 1     | 8      | 9     |
| 19   | Finlandia           | 0   | 1     | 1      | 2     |
| 19   | Francia             | 0   | 1     | 1      | 2     |
| 21   | Estonia             | 0   | 1     | 0      | 1     |
| 22   | Albania             | 0   | 0     | 1      | 1     |
| 22   | Austria             | 0   | 0     | 1      | 1     |
| 22   | Serbia              | 0   | 0     | 1      | 1     |
|      | TOTAL               | 30  | 30    | 58     | 118   |